# Chaetomosillus
Chaetomosillus Hendel, 1934, è un genere di insetti della famiglia degli Ephydridae (Diptera: Schizophora). Comprende tre sole specie.

## Descrizione
Gli adulti sono moscerini di piccole dimensioni, con livrea nera e lucente. 
Il capo ha faccia glabra, con eccezione delle due serie di setole facciali,  allineate ai margini parallelamente alle parafacce. Queste setole possono ridursi a semplici peli. Gene fortemente angolate nel margine posteriore e rivestite da una peluria chiara. Antenne con arista apparentemente non pettinata, percorsa da brevissimi peli dorsali. Nella chetotassi si evidenzia lo sviluppo delle setole pseudopostocellari robuste e lunghe quanto le verticali interne.
Il torace, come nella generalità dei Gymnomyzini, è privo di setole presuturali, è provvisto di due setole prescutellari e due paia di scutellari marginali. Le notopleurali sono due, a differenza della maggior parte degli altri generi. Zampe di sviluppo normale, con femori sottili.
Addome con tergiti 2-4 di larghezza uniforme.

## Sistematica
Il genere fu istituito da Hendel (1934) con la sola specie C. dentifemur, originariamente descritta da Cresson (1925) con il nome Gymnopa dentifemur, presente in India, Cina e Taiwan. Malloch (1934) vi aggiunse una nuova specie della Nuova Guinea e Miyagi (1977) una del Giappone. Nel complesso, il genere, rappresentato esclusivamente nell'emisfero orientale, comprende le seguenti tre specie con rispettive distribuzioni:
- Chaetomosillus dentifemur (Cresson, 1925): Indomalesia
- Chaetomosillus japonica Miyagi, 1977: Paleartico orientale
- Chaetomosillus nigriceps Malloch, 1934: Australasia